# Комната (село)
Комната (укр. Кімната) — село в Кременецкой городской общине Кременецкого района Тернопольской области Украины.
Код КОАТУУ — 6123481704. Население по переписи 2001 года составляло 873 человека.

## Географическое положение
Село Комната находится на берегу ручья Иква, который через 2,5 км впадает в реку Иква,
выше по течению на расстоянии в 1 км расположено село Комаровка,
ниже по течению на расстоянии в 1,5 км расположено село Савчицы.

## История
- 1565 год — дата основания.

## Объекты социальной сферы
- Школа.
- Клуб.
- Фельдшерско-акушерский пункт.

## Достопримечательности
- Братская могила советских воинов.